# Ponte Juscelino Kubitschek
Ponte Juscelino Kubitschek je most v Brazílii přes umělé jezero Paranoá blízko hlavního města Brasília. Typologicky patří most mezi asymetrické ocelové obloukové mosty se zavěšenou mostovkou. Na stavbě se podíleli architekt Alexander Chan a inženýr Mario Vila Verde. Most je pojmenován po bývalém prezidentovi Brazílie Juscelino Kubitschekovi de Oliveira, který se v 50. letech 20. století rozhodl vybudovat nové hlavní město země ve vnitrozemí.
Výstavba začala v roce 2000 a most byl dokončen o dva roky později. Celková délka mostu je 1,2 km, největší rozpětí mostního pole je 240 m. Most je vysoký 60 a široký 24 m. Mostovka je 18 metrů nad hladinou jezera a její celková plocha činí 28 800 m².
Most se po dokončení, navzdory vysokým realizačním nákladům a náročnému konstrukčnímu řešení, stal vyhledávaným architektonickým dílem. V noci je atraktivně osvětlen. Alexander Chan dostal za most ocenění brazilského sdružení ocelových konstruktérů Premio Abcem 2003.

## Galerie

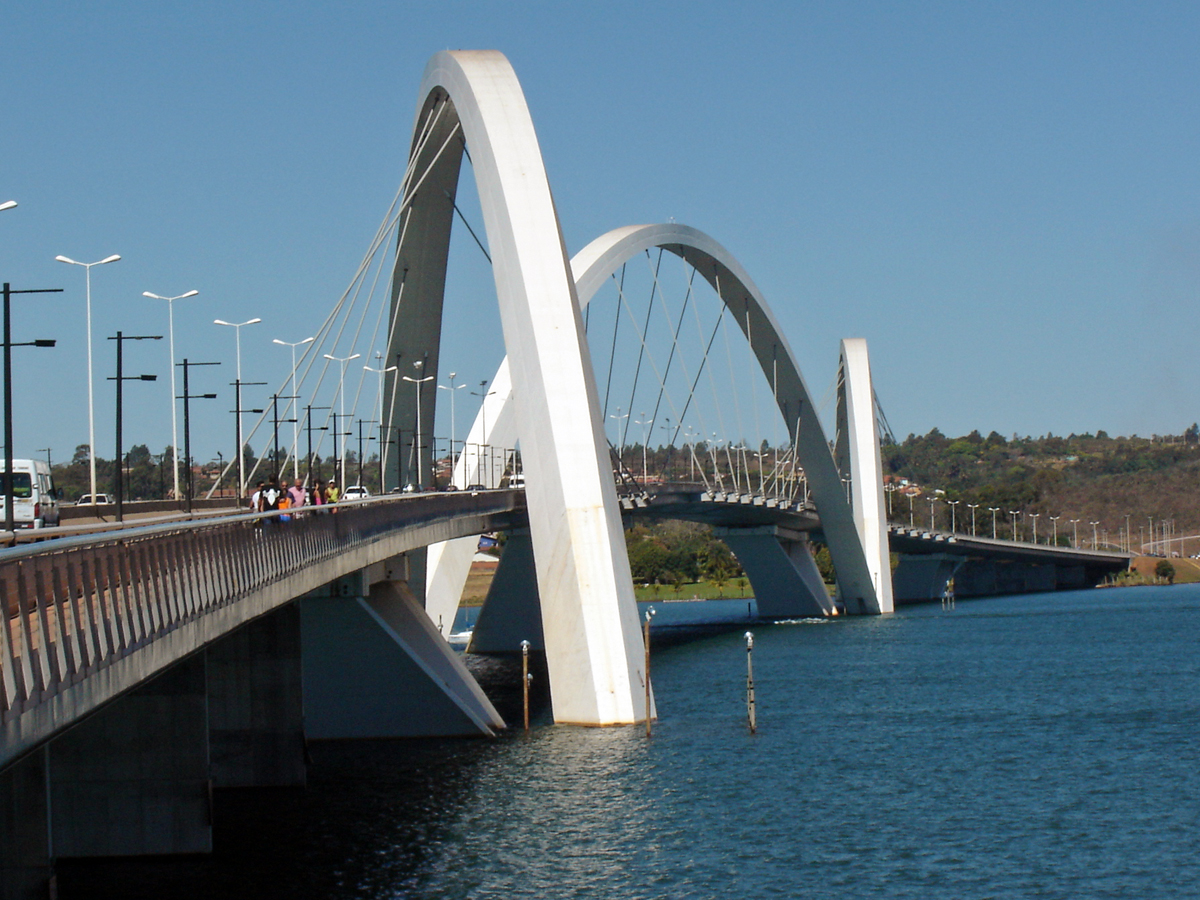
Detail oblouků
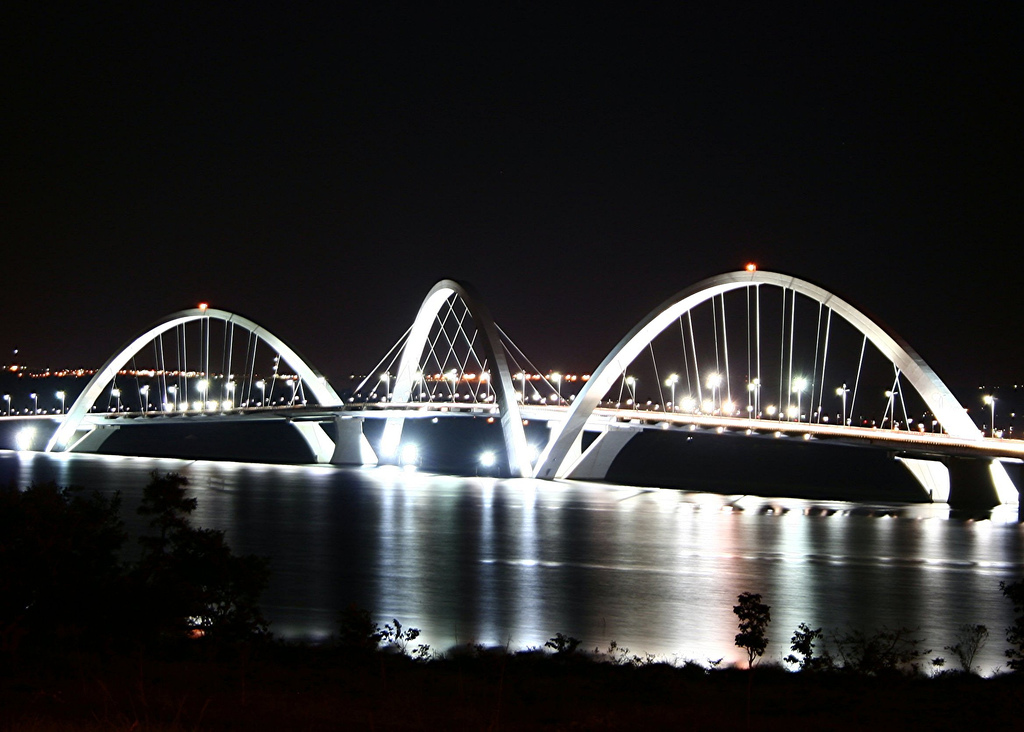
Osvětlení